# 人民路街道 (平顶山市)
人民路街道，是中华人民共和国河南省平顶山市石龙区下辖的一个乡镇级行政单位。

## 行政区划
人民路街道下辖以下地区：
龙祥社区、夏庄社区村、关庄社区村和南顾庄社区村。